# 예대율
예대율(預貸率, loan-deposit ratio)은 은행이 보유하고 있는 예금 잔액에 대해 은행이 빌려준 대출금 잔액의 비율을 의미하는 경제 용어다. 예금 대(VS) 대출금의 비율을 의미한다. 일반적으로 백분비(%)로 표시한다.
은행의 자산 구성 또는 오버 론(over loan)의 정도를 나타내는 지표로서 금융행정상 또는 은행경영상 중요시되는 비율이다. 은행은 예금의 지불요구에 응하기 위하여 현금이나 예치금 등에 의한 지급준비 및 유가증권 등에 의한 제2선(線) 준비금이 필요하므로, 예대율은 80 % 정도의 선에서 억제하는 것이 건전한 경영방침이라고 할 수 있다.
예금자에 대한 지불 준비를 두텁게 하는 면에서는 예대율이 낮을수록 좋다.

## 대한민국의 예대율
그러나 한국의 경우, 고도경제성장에 따르는 필요자금을 대부분 은행융자에 의존하고 있기 때문에 시중은행의 예대율은 높은 편이다.